# Dolmen d'Artxuita
Le dolmen d'Artxuita est un dolmen ouest-pyrénéen situé à Irouléguy dans le département français des Pyrénées-Atlantiques. Il a été édifié à environ 600 m au sud-est du dolmen d'Arrondo.
Il est classé au titre des monuments historiques en 1958.

## Description
Le tumulus, désormais très érodé, est de forme circulaire avec un diamètre d'environ 9 m et une hauteur maximale de 0,90 m. La chambre sépulcrale est délimitée par quatre orthostates en grès. Les trois autres dalles visibles  sur le sol à proximité de la chambre pourraient en constituer les éléments de couverture initiaux.